# Nematanthus lanceolatus
Nematanthus lanceolatus là một loài thực vật có hoa trong họ Tai voi. Loài này được (Poir.) Chautems mô tả khoa học đầu tiên năm 1988.